# Краст пънк
Краст пънк (или само краст) е подстил на хевиметъл музиката, повлиян от анархо-пънк, хардкор пънк и екстремен метъл.

## История
Стилът се появява в средата на 80-те години в Англия; песните са с мрачни и песимистични текстове на политическа и социална тематика. Наименованието „краст“ произлиза от демото Ripper Crust (1986) на Hellbastard. Отличава се с бързото темпо и със забавяне на моменти. Вокалите са крещящи и ръмжащи. Краст пънкът комбинира типичния стил на хевиметъл групата Black Sabbath, анархо-пънк групата Discharge и на екстремните Venom, Celtic Frost и Motörhead.
|  | Тази страница частично или изцяло представлява превод на страницата Crust punk в Уикипедия на английски. Оригиналният текст, както и този превод, са защитени от Лиценза „Криейтив Комънс – Признание – Споделяне на споделеното“, а за съдържание, създадено преди юни 2009 година – от Лиценза за свободна документация на ГНУ. Прегледайте историята на редакциите на оригиналната страница, както и на преводната страница, за да видите списъка на съавторите. ВАЖНО: Този шаблон се отнася единствено до авторските права върху съдържанието на статията. Добавянето му не отменя изискването да се посочват конкретни източници на твърденията, които да бъдат благонадеждни. |